# 9995 Alouette
9995 Alouette là một tiểu hành tinh kiểu S thuộc vành đai chính. Nó bay quanh Mặt Trời theo chu kỳ 3.69 năm.
Được phát hiện ngày 24 tháng 9 năm 1960 bởi C. J. van Houten và I. van Houten-Groeneveld ngày archived photographic plates made bởi T. Gehrels, Tên chỉ định của nó là 4805 P-L. It was later renamed Alouette in honour thuộc Alouette-1, the first Canadian satellite.